# Borabora-ijsvogel
De Borabora-ijsvogel (Todiramphus tutus) is een vogel uit de familie Alcedinidae (ijsvogels).

## Verspreiding en leefgebied
Deze soort is endemisch op de Genootschapseilanden, een tropische eilandengroep van vulkanische oorsprong binnen de archipel van Frans-Polynesië en telt drie ondersoorten:
- T. t. tutus: Genootschapseilanden (o.a. Bora Bora).
- T. t. atiu: Atiu (Cookeilanden).
- T. t. mauke: Mauke (Cookeilanden).

## Status
De grootte van de populatie wordt geschat op 2500-10.000 volwassen vogels. Op de Rode lijst van de IUCN heeft deze soort de status gevoelig.